# El triste (canción)
«El triste» es una canción escrita por el compositor mexicano Roberto Cantoral García. Fue interpretada por primera vez por el afamado cantante mexicano José José, el 15 de marzo de 1970 durante el Festival Mundial de la Canción Latina.

## Información general
La canción habla acerca de una tristeza inmensa que siente una persona a raíz de la pérdida de un ser querido, la cual puede referirse tanto a una pérdida de una pareja, como a la pérdida de un familiar o amigo; toda vez que la canción no abunda en dicho sentido aunque Roberto Cantoral mencionó que la escribió durante un vuelo de regreso a México para asistir al funeral de su madre, a quien fue dedicada. La composición resultó ser muy atractiva tanto en su letra como en su música, pues logra captar la atención del escucha de principio a fin, debido a la retórica de la letra y a la singular melodía con la que fue compuesta. Fue tal el impacto que tuvieron la canción y su interpretación, que el público presente en el festival exigió que José José lo ganase, aunque al final no fue así.

## Impacto cultural
Sin embargo, la canción significó la consolidación de José José como cantante de fama internacional, dada la difusión que tuvo el festival en el que la estrenó; y fue desde aquel entonces, la pieza con la que el intérprete cerraba todas sus presentaciones. Además, la canción es un ícono cultural en México; llegando inclusive a formar parte del repertorio de canciones favoritas de la música popular mexicana. Tras su estreno en el festival, fue grabada en estudio, motivando a que saliera de inmediato junto con otros nuevos temas en un LP, cuya realización fue suscitada por el revuelo que ocasionó la canción. Sin embargo, aquella no sería la última vez que José José grabara dicha canción, llegando a grabarla de nueva cuenta en 1982 bajo un nuevo arreglo y acompañamiento la cual ha sido reutilizada para los discos de concepto que se han realizado (exceptuando el volumen 2 de tríos donde se adapta la pista original de 1970), y en el año 1994 para la grabación esclarecedora de las pistas del concierto de aniversario que ofreció en Puerto Vallarta un año antes (se incluyó un fragmento de la grabación de 1982 para conmplementar la interpretación), dicha pista fue reutilizada en un dueto de 1998 realizado con el pianista argentino Raúl di Blasio. En 2014 el tema fue remasterizado en un disco de duetos virtuales, en el que fue interpretada junto con Pepe Aguilar.

## Versiones
Entre los intérpretes que han hecho su versión de esa canción destacan:Lola Flores, Jorge Valente, Daniel Santos, Manuel Mijares, Carlos Cuevas, Eddie Santiago, Vikki Carr, Chavela Vargas, Lucho Gatica, Charlie Massó, Julieta Venegas, Ximena Sariñana, David Bisbal, Plácido Domingo, Il Volo, Yuri, Cristian Castro, Marc Anthony, Kalimba Marichal, Juan Carlos Coronel, Pepe Aguilar, Dany El Travieso, Conjunto Primavera, Victor Yturbe, Greys Beltrán, Mario Ontiveros Villegas, Luis Jara y Enrique Bunbury, entre otros.
En televisión, se utilizó esta canción en la telenovela mexicana Una familia con suerte, para las escenas del personaje Vicente Irabién, interpretado por Sergio Sendel y en la serie de televisión biográfica del intérprete con el mismo nombre como tema principal.
El cantante español Jaime Morey en 1971 con esta canción, ganó el Primer Premio y el Premio de la Crítica y de la Prensa representando a España, en el Festival Copa de Europa Musical en Belgrado. Grabó esta canción haciéndola éxito en España.
Los actores mexicanos Salma Hayek y Eugenio Derbez hicieron una versión en salsa de esta canción como tema central de la exitosa película How to Be a Latin Lover.
El Cantante, compositor, actor y productor Canelo Kot interpretó como un homenaje al intérprete original de esta canción, José José, este tema dentro del cierre del primer día de actividades del Encuentro de Artes Escénicas y Alternativas 2019, en C.C. José Martí.
En 2020, en la 38.ª entrega de los Premios TVyNovelas 2020, la actriz y cantante Michelle Rodríguez cantó esta canción en tributo a los actores y actrices, incluyendo a José José, quienes fallecieron y en memoria de los que se han ido y un homenaje al cantante José José quien falleció en 2019. 
En marzo de 2020, la cantante NIA interpretó esta canción durante la Gala 9 de Operación Triunfo.

## Posicionamiento en listas

### Semanales
| País (1970-2019)                        | Posición |
| --------------------------------------- | -------- |
| EU (Billboard Latin Digital Song Sales) | 16       |
| México (Billboard)                      | 1        |
| Puerto Rico (Billboard)                 | 1        |

## Certificaciones
| Región                                              | Certificación           | Unidades |
| --------------------------------------------------- | ----------------------- | -------- |
| México (AMPROFON)                                   | Diamante+2x Platino+Oro | 450 000† |
| Resumen                                             |                         |          |
| Mundo                                               |                         | 200 000  |
| † ventas+streaming basados solo en la certificación |                         |          |